# Stictodiscales
Ordre
Les Stictodiscales sont un ordre d’algues de l'embranchement des Bacillariophyta (Diatomées), et de la classe des Coscinodiscophyceae.

## Liste des familles
Selon AlgaeBase (29 juillet 2022) :
- Benetoraceae P.A.Sims
- Chrysanthemodiscaceae Round, 1978
- Plurifenestraceae
- Stictodiscaceae Simonsen, 1972

## Systématique
Le nom correct complet (avec auteur) de ce taxon est Stictodiscales Round & R.M.Crawford, 1990.

## Publication originale
- Round, F.E., Crawford, R.M. & Mann, D.G. (1990). The diatoms biology and morphology of the genera.  pp. [i-ix], 1-747. Cambridge: Cambridge University Press.